# 港灣消防局

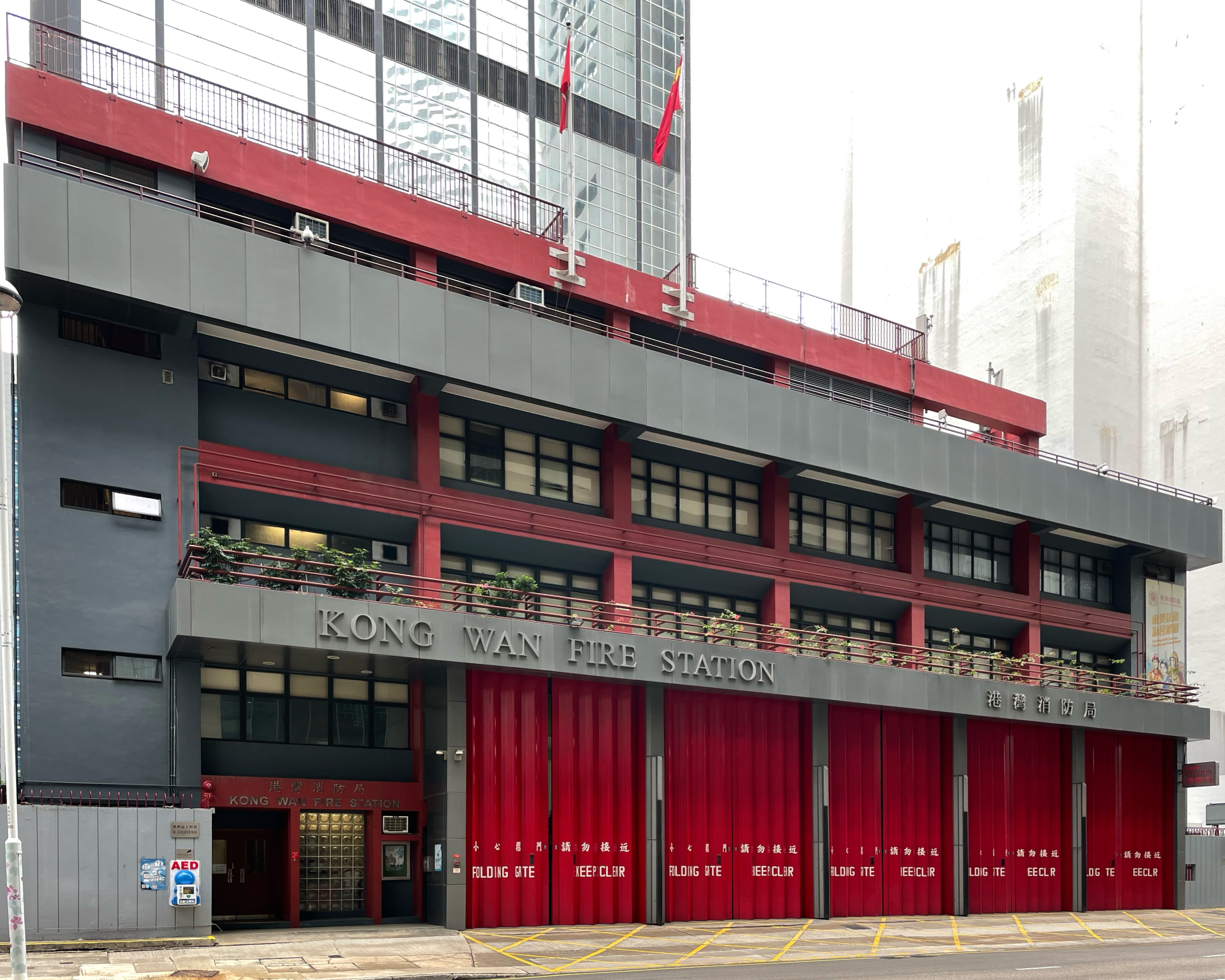
港灣消防局（2022年）

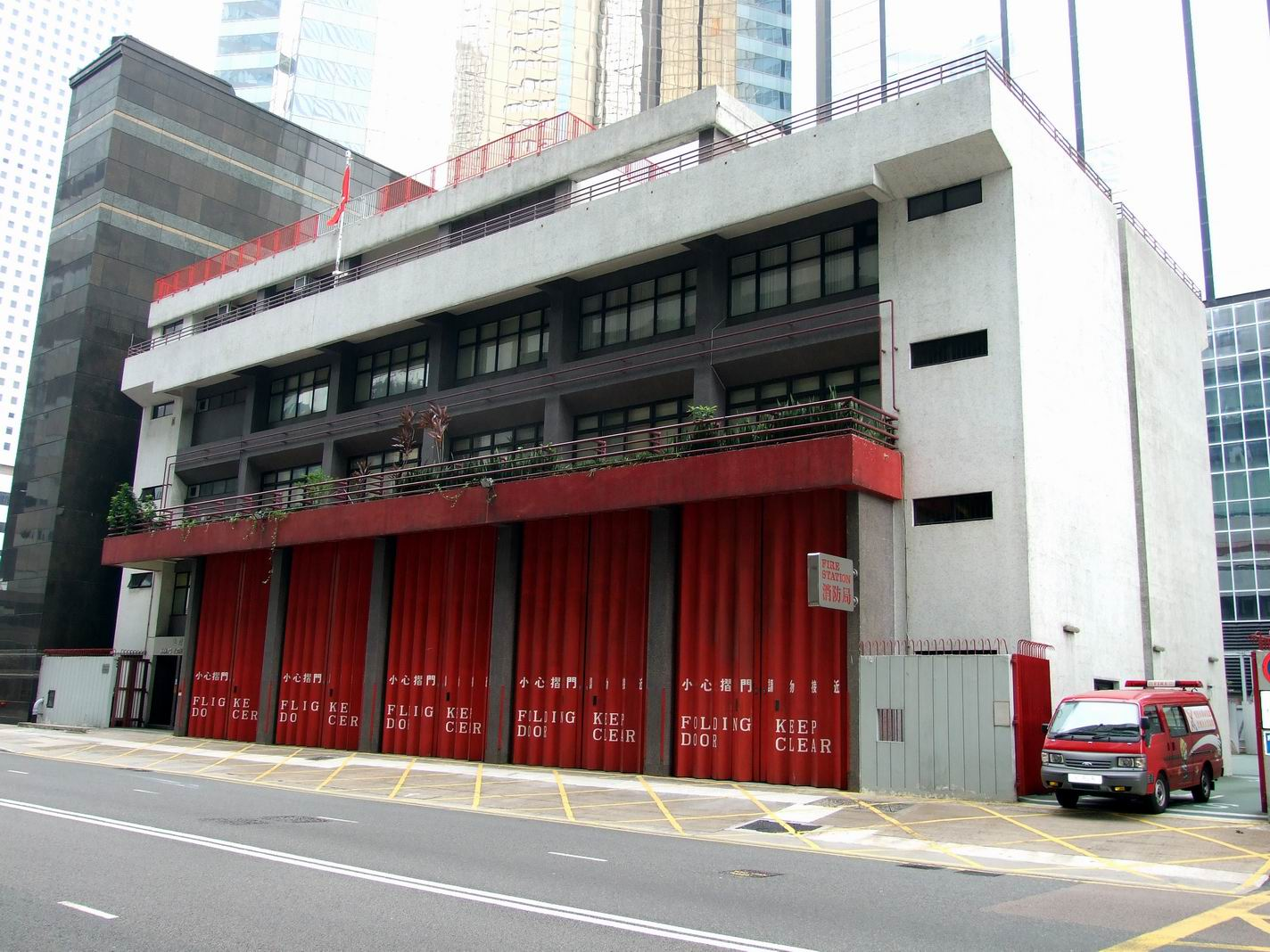
外牆翻新前的港灣消防局（2007年）

港灣消防局（英語：Kong Wan Fire Station）是香港消防處一座消防局，位於香港島灣仔北港灣道14號，現時用地將計劃擴建會議展覽中心，局址會搬遷至毗鄰分域碼頭街及龍合街的用地。

## 重置計劃
由於消防局位於香港會議展覽中心的對面，其連同灣仔政府大樓、入境事務大樓及稅務大樓三座政府大樓已被納入《灣仔北重建項目》，打算重建成新的會展設施、酒店和甲級寫字樓。
消防局現重置選址分域碼頭海軍商場的用地，工程耗資13.1億港元，預計於2027至2028年竣工。

## 活動
2018年12月至2021年2月期間，消防局配合「#ddHK設計#香港地」活動邀請5位本地字體設計師為各閘門設計5組不同風格的字體，由左至右包括：陳濬人的「北魏真書及幾何字體 Mark Pro」、蔡劍虹「以英文字母變成中文筆劃的模板字型」、麥綮桁「配上模板印刷特徵的『機械明朝』」、胡卓斌「刻意的中英文互相穿插及重疊」、和郭家榮「模仿紅色舞台布幕加上電影啟發的字體」。

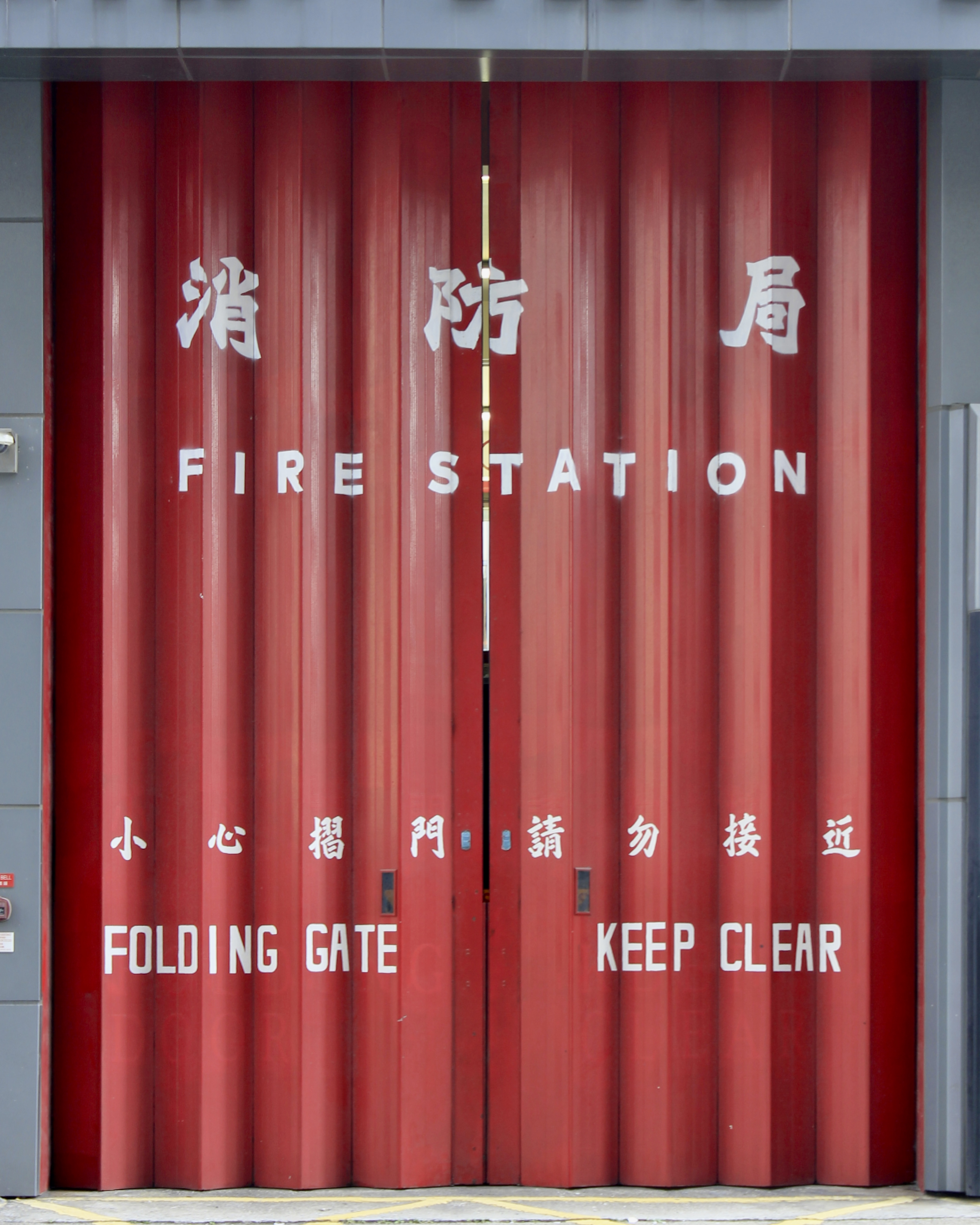
陳濬人設計字體
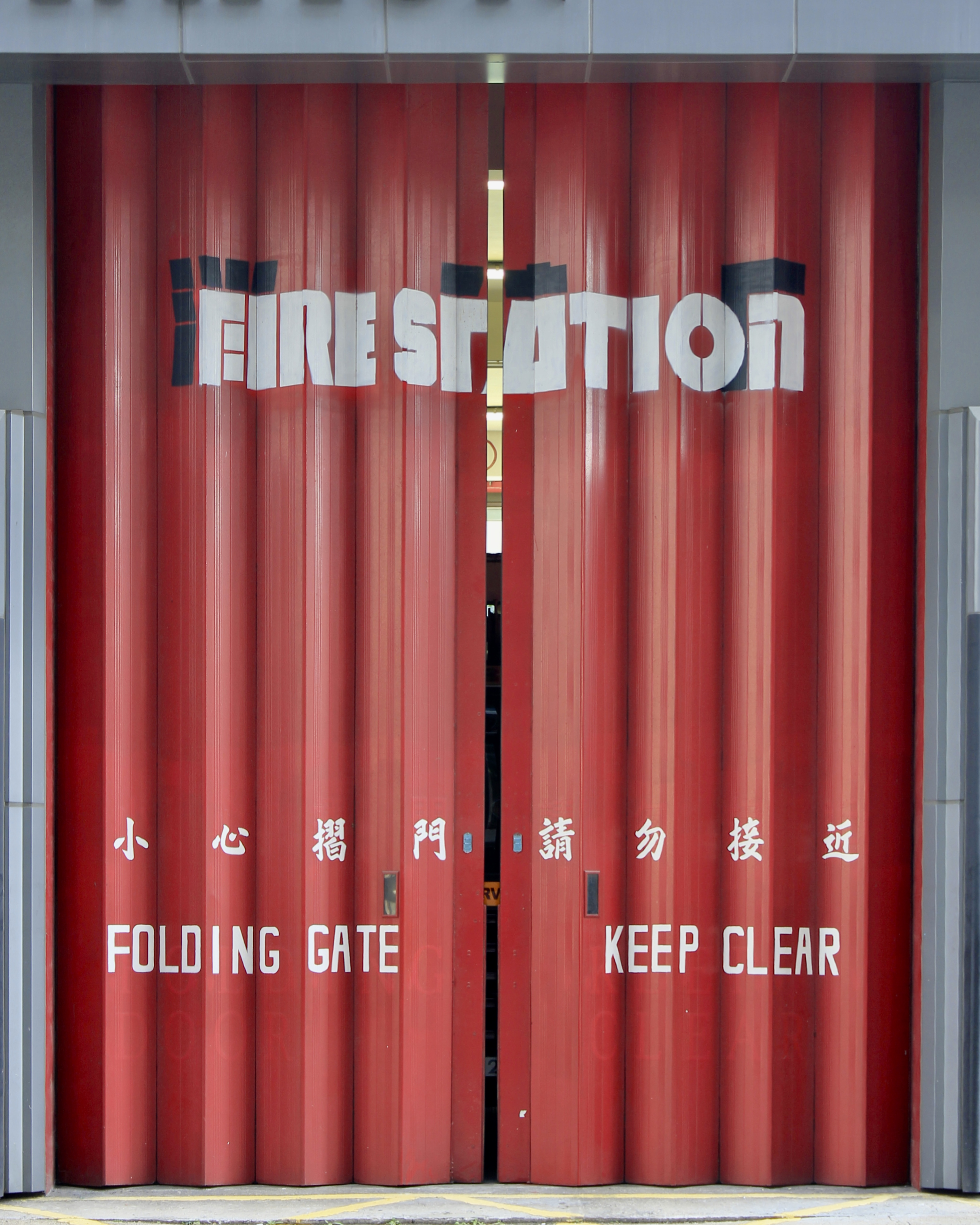
蔡劍虹設計字體
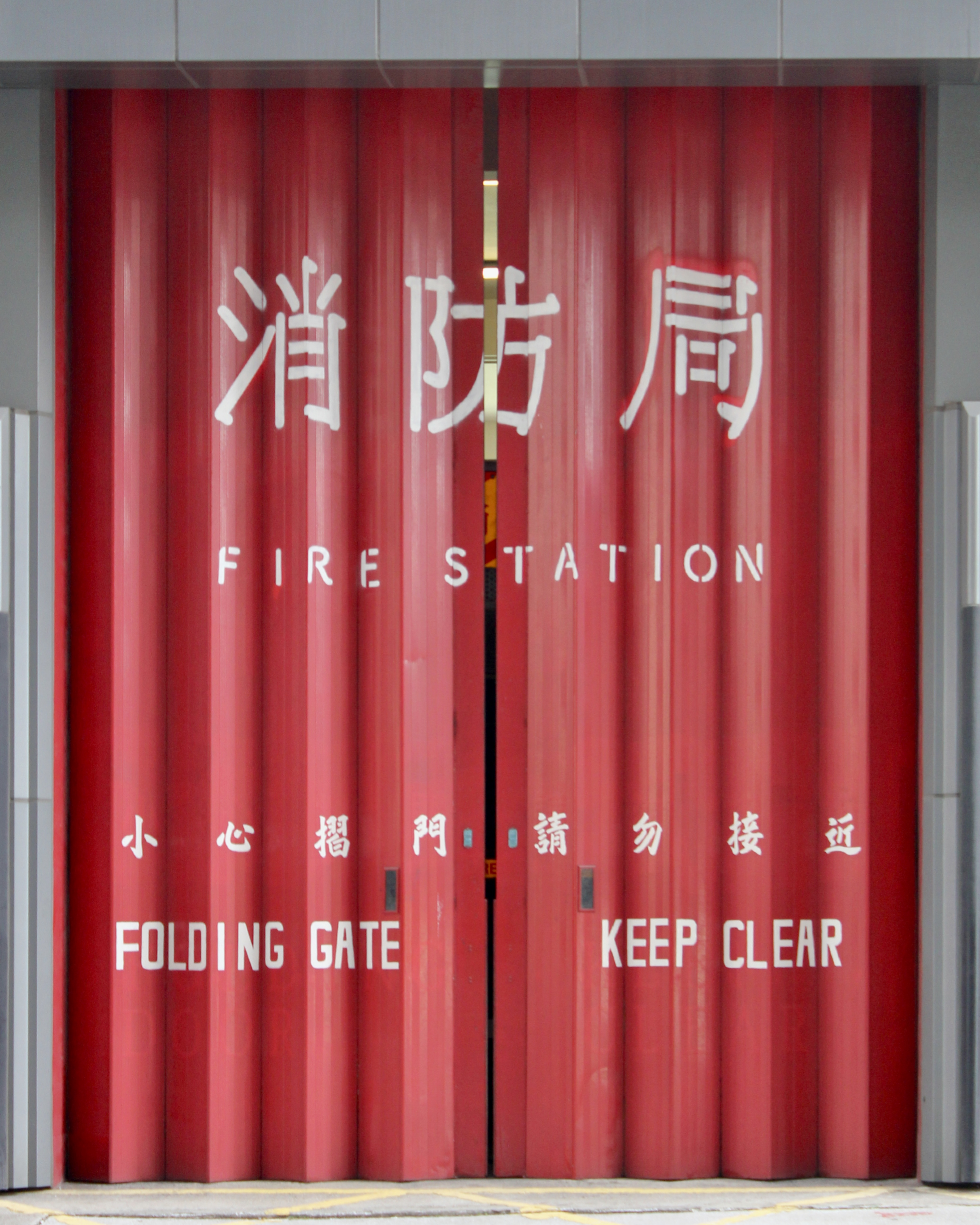
麥綮桁設計字體
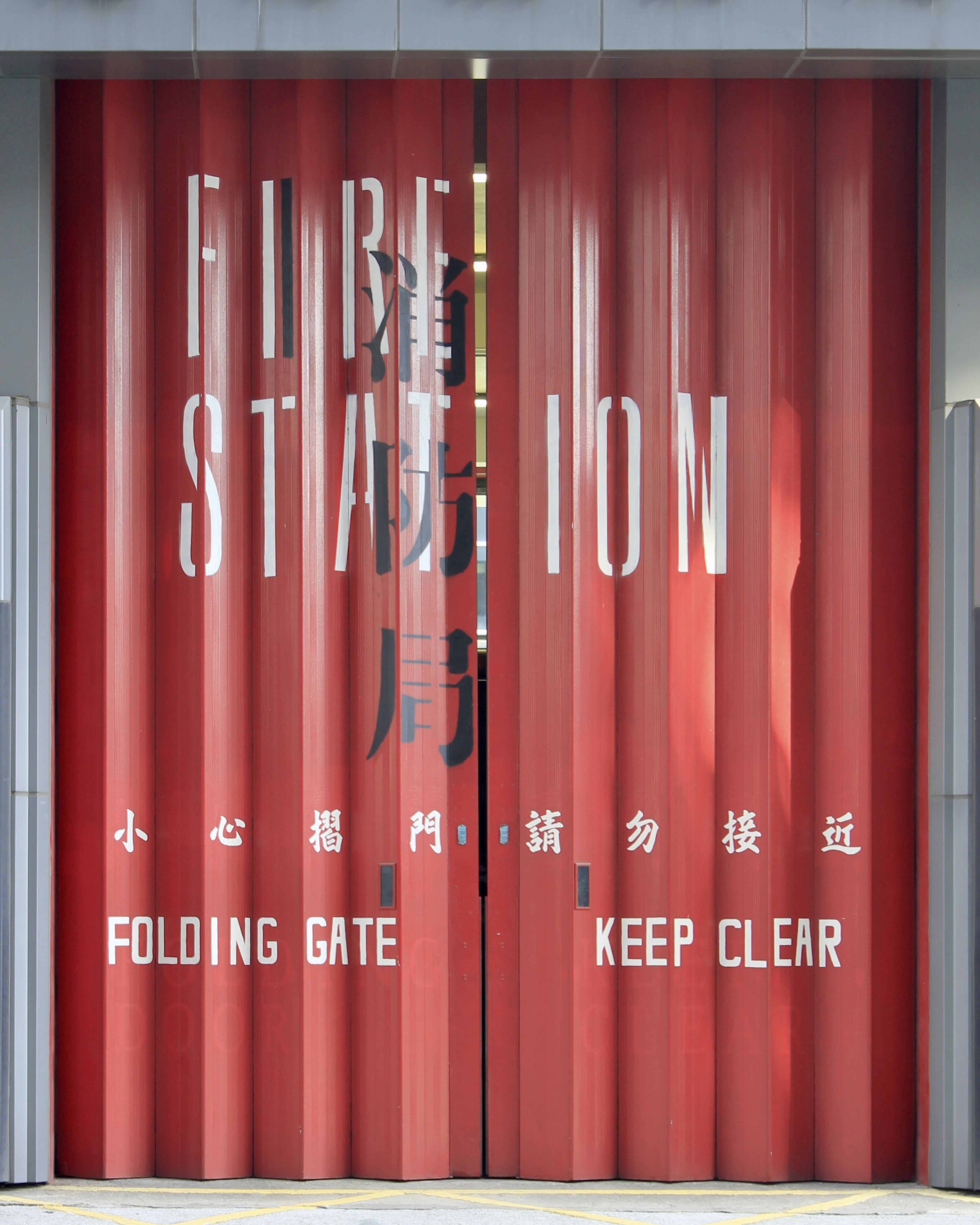
胡卓斌設計字體
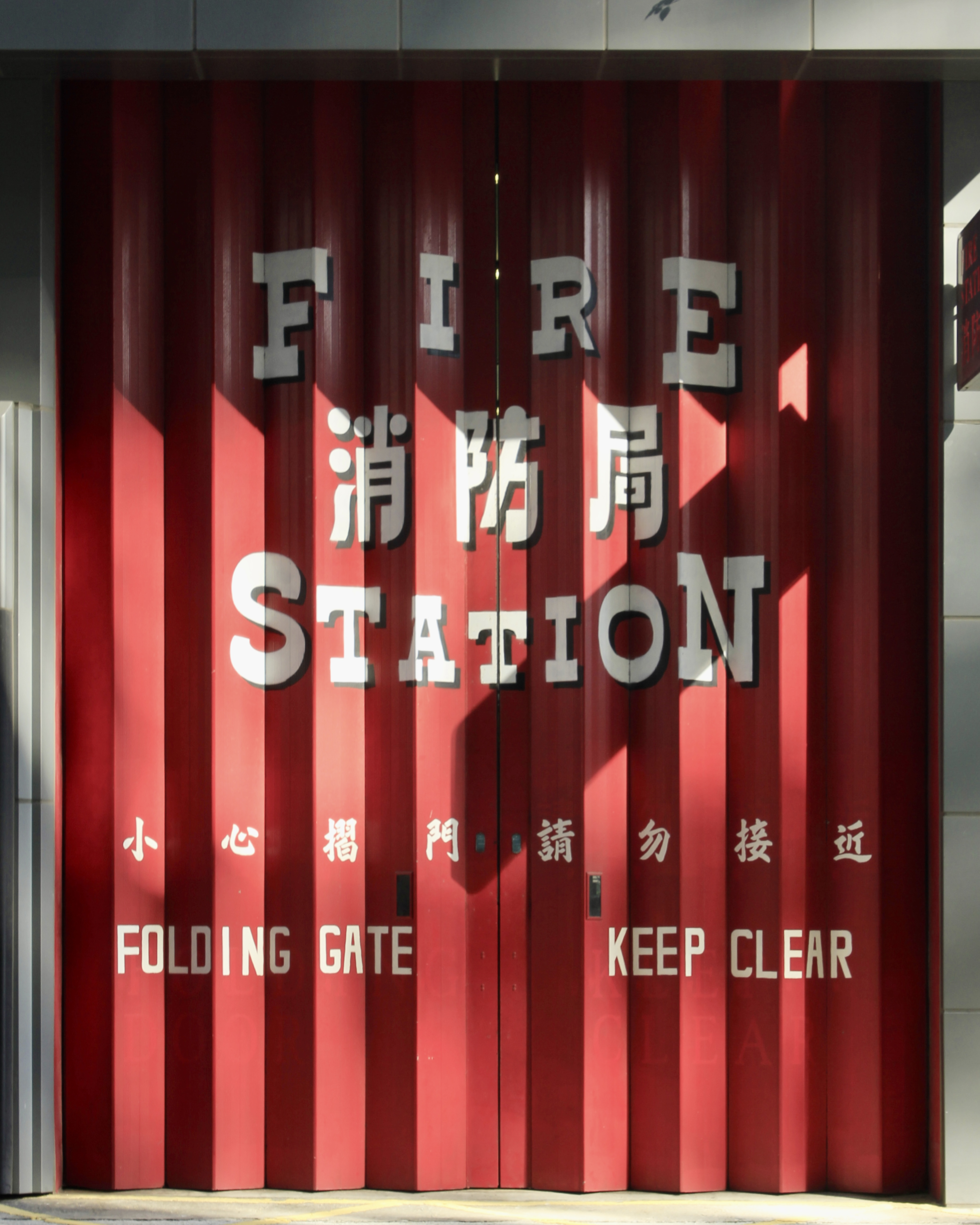
郭家榮設計字體

## 鄰近
- 中環廣場
- 入境事務大樓
- 港鐵會展站
- 香港會議展覽中心
- 香港特別行政區區域法院

## 外部連結
维基共享资源上的相關多媒體資源：港灣消防局